# Phenex

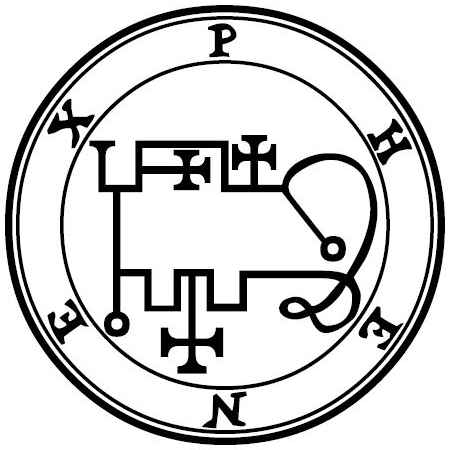
Sello de Phenex

En demonología, Phenex es un Gran Marqués del Infierno y tiene veinte legiones de demonios bajo su mando. Enseña todas las ciencias maravillosas, es un excelente poeta y es muy obediente al mago. Phenex espera regresar al Cielo tras pasar 1200 años, pero se engaña a sí mismo con esa esperanza.
Se muestra como un fénix, que canta dulces melodías con la voz de un niño, pero el mago debe advertir a sus compañeros (porque no tiene que estar solos) que no las escuchen y que le pidan transformarse en un humano, lo que el demonio supuestamente hace tras un cierto período de tiempo.
Pseudomonarchia Daemonum de Johann Wier describe a este espíritu de la siguiente manera:

Phoenix es un gran marqués, que aparece como el ave Fénix teniendo una voz de niño: pero antes de presentarse frente al mago, canta algunas dulces melodías. Entonces el exorcista y sus compañeros tienen que procurar no oír la melodía, pero al poco rato deben pedirle que pase a forma humana; entonces él hablará sobre las maravillas de todas las ciencias. Es un excelente poeta y obediente, espera volver al séptimo trono tras 1.200 años, y gobierna veinte legiones.
Pseudomonarchia Daemonum de Johann Wier

Otros nombres: Pheynix, Phoenix, Phoeniex.